# Service secret contre bombe atomique

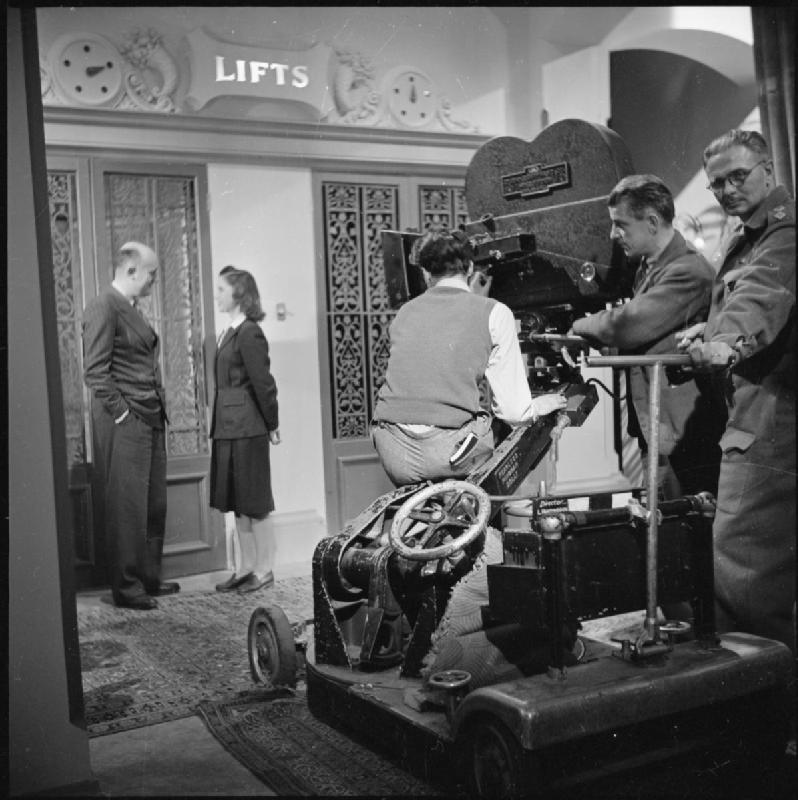
Muriel Pavlow et le réalisateur Lawrence Huntington lors du tournage d'une scène du film.

Service secret contre bombe atomique (titre original : Night Boat to Dublin) est un film d'espionnage britannique en noir et blanc réalisé par Lawrence Huntington et sorti en 1946.

## Synopsis
Le professeur Hansen, un savant atomiste suédois, disparaît. Les services secrets sont persuadés qu'il a été enlevé par une organisation d'espionnage au service des Nazis et qu'il est détenu quelque part en Irlande. Un dénommé Paul Faber en serait le chef. David Grant, agent secret britannique reçoit la mission d'infiltrer le réseau, de façon à l'annihiler après avoir récupéré Hansen, leur collaborateur involontaire.  

## Fiche technique
- Titre : Service secret contre bombe atomique
- Titre original : Night Boat to Dublin
- Réalisation : Lawrence Huntington
- Scénario : Robert Hall, Lawrence Huntington
- Musique : Charles Williams
- Décors : Charles Gilbert
- Costumes : Anna Duse
- Photographie : Otto Heller
- Son : Harry Benson
- Montage : Flora Newton
- Production : Hamilton G. Inglis
- Société de production : Associated British Picture Corporation
- Société de distribution : Pathé Pictures Ltd.
- Pays d’origine :  Royaume-Uni
- Langue originale : anglais
- Format : noir et blanc — 35 mm — 1,37:1 — son : Mono (RCA Sound System)
- Genre : guerre, espionnage
- Durée : 100 min
- Dates de sortie :
  -  Royaume-Uni : 1er avril 1946
  -  France : 10 septembre 1947

## Distribution
- Robert  Newton : le capitaine David Grant
- Raymond Lovell : Paul Faber
- Guy Middleton : le capitaine Toby Hunter
- Muriel Pavlow : Marion Decker
- Herbert Lom : Keitel
- John Ruddock : Bowman
- Marius Goring : Frederick Jannings
- Martin Miller : le professeur Niels Hansen
- Hay Petrie (en) : le chef de gare
- Leslie Dwyer : George Leggett
- Brenda Bruce : Lily Leggett
- Valentine Dyall : Sir George Bell
- Wilfrid Hyde-White : le chauffeur de taxi